# Скворцов, Алексей Васильевич
Алексей Васильевич Скворцов (5 сентября 1974, Нижне-Ольшанское, Орловская область — 7 марта 1996, Чечня) — сотрудник ОМОНа Орловской области, прапорщик милиции, Герой Российской Федерации.

## Биография
Родился 5 сентября 1974 года в селе Нижне-Ольшанское Должанского района Орловской области.С 1992  по 1994 проходил срочную службу в 73 Ребольском погран отряде.
С октября 1994 года служил в МВД. Входил в отряд особого назначения при УВД Орловской области.
Принимал участие в операциях на территории Чеченской республики. 7 марта 1996 года во время одной из командировок погиб, прикрывая отход группы. Похоронен на кладбище у села Нижне-Ольшанское, на родине.
Звание Героя Российской Федерации Алексею Васильевичу Скворцову присвоено указом Президента Российской Федерации № 1329 от 6 сентября 1996 года (посмертно).

## Память
Имя Скворцова высечено на мемориальной стене в здании УВД Орловской области.
31 октября 2019 года на заседании городского Совета народных депутатов была одобрена инициатива по увековечивании памяти уроженцев Орловщины, погибших при защите конституционного строя нашей страны на Северном Кавказе Александру Рязанцеву и Алексею Скворцову. 2 марта 2020 года на бульваре Победы в городе Орле на гранитном постаменте был установлен бронзовый бюст А. Скворцова. В создании и установке памятника принимали участие ветераны боевых действий, сотрудники регионального Управления МВД и Росгвардии, курсанты и сотрудники Академии ФСО России и Орловского юридического института, общественная организация «Деловая Россия», Фонд памяти 6-й роты..